# سرتشم (مقاطعة تشرداول)
سرتشم (بالفارسية: سرچم) هي قرية تقع في قسم هليلان الريفي (مقاطعة تشرداول) في إيران. يقدر عدد سكانها بـ 502 نسمة .